# Leptocleidus
Leptocleidus (gr. "clavícula delgada") es un género extinto de pliosauroides leptocleídidos que vivieron en el Cretácico, en lo que hoy es Inglaterra, Australia y Sudáfrica. Es el único pliosaurio conocido hallado en los sedimentos de la Isla de Wight.

## Etimología
El término Leptocleidus significa "clavícula delgada". Proviene de la derivación de las palabras griegas λ ε π τ ο σ, que significa "delgado" y κ λ ε ι δ (también escrito como κ λ ε ι σ) que significa clavícula.

## Descripción

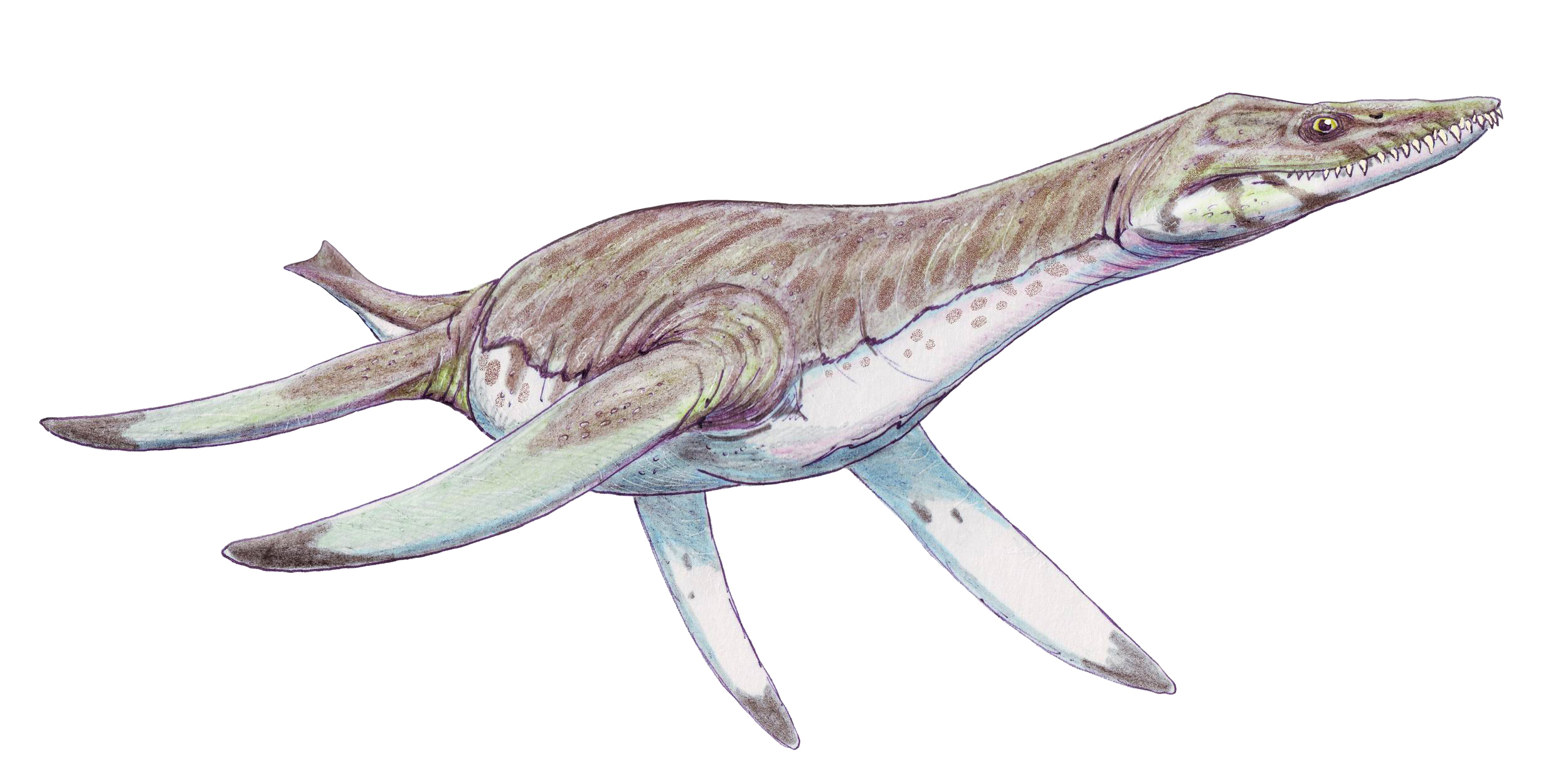
Leptocleidus sp.

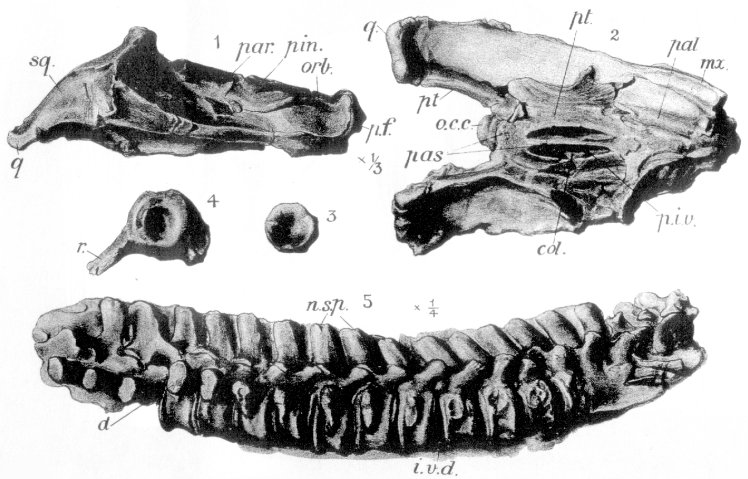
Cráneo de Leptocleidus superstes (vista lateral, arriba a la izquierda; vista ventral (palatal), arriba a la derecha) y vértebras. Longitud de la serie vertebral de aprox. 45 cm.

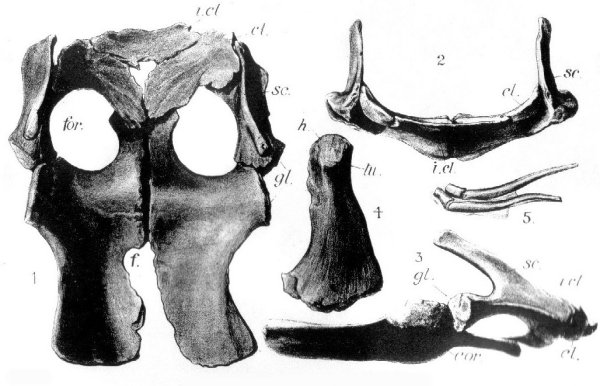
Cintura escapular de Leptocleidus supertes en vista dorsal (izquierda), vista anterior (arriba a la derecha), vista lateral (abajo a la derecha), húmero derecho (centro), y costillas (izquierda). Longitud de la cintura escapular de aprox. 40 cm.

Con grandes clavículas e interclavículas y escápulas pequeñas, Leptocleidus se parecía a Rhomaleosaurus del Jurásico Inferior y a los miembros de la familia del Cretácico Polycotylidae. Este animal tenía 21 dientes a cada lado de sus maxilares y aproximadamente 35 dientes de cada lado de su mandíbula. El cráneo de forma triangular de Leptocleidus' tenía una cresta sagital corriendo desde un borde sobre el final de la nariz a la región nasal. A diferencia de otros pliosauroides, Leptocleidus tenía costillas cervicales con una sola cabeza y una profunda depresión en el centro de las vértebras del cuello. Leptocleidus medía en promedio 3 metros de longitud. Sin embargo, Leptocleidus superstes era casi un 50% más pequeño (1.5 metros) por lo que era la especie más pequeña.

## Distribución y hábitat
Leptocleidus, a diferencia de muchos plesiosaurios, vivía en lagos profundos y probablemente visitaba sistemas de agua salobre y agua dulce (como las bocas de los grandes ríos). Esto llevó a Cruikshank a inferir que este desplazamiento al agua dulce era un intento de evitar a los grandes plesiosaurios y pliosaurios. Muchos restos son conocidos de las islas británicas pero la especie L. capensis ha sido descubierta en la provincia del Cabo, en Sudáfrica.

### Especies
Leptocleidus es conocido de las siguientes localidades:
- L. capensis procede de la Formación Sundays River (edad Valanginiense), provincia de El Cabo, Sudáfrica.[3]
- L. clemai fue hallado cerca de Kalbarri en la Cuenca Carnarvon (edades del Hauteriviense al Barremiense) en Australia Occidental.
- L. superstes es conocido de la Arcilla Weald (edad Barremiense), en Sussex, Inglaterra.
- Leptocleidus sp. de la Formación Vectis (principios del Aptiense), de la Isla de Wight.